# Tír na nÓg
 For alternative betydninger, se Tír na nÓg (flertydig). (Se også artikler, som begynder med Tír na nÓg)
Tir na nÓg (eller Tirnanog eller Tirnanogue), er i keltisk mytologi navnet på den evige ungdoms land.
Tir na nÓg er et land uden for kortenes grænser, langt mod vest. Man kan kun komme til landet gennem en lang og besværlig rejse eller ved at blive inviteret af landets indbyggere. Tir na nÓg blev besøgt af både helte og munke. 
I landet findes ikke død og sygdom, men alene evig ungdom og skønhed.
I Tir na nÓg boede Niamh og hendes dødelige partner Oisín.
Tir na nÓg er ligeartet med andre keltiske mytiske lander, såsom Mag Mell og Avalon. 
Tir na nÓg har i mytologisk henseende en række paralleler til det nordiske Valhal.
| Mytologi | Spire Denne artikel om mytologi er en spire som bør udbygges. Du er velkommen til at hjælpe Wikipedia ved at udvide den. |